# ブレダル・セイコ
ブレダル・セイコ（アルバニア語: Bledar Sejko、1972年9月10日 - ）は、アルバニアのギタリストである。2012年12月22日に開催されたフェスティヴァリ・イ・ケンゲス2012の決勝戦にてアドリアン・ルルジュライとの共演曲「Identitet」が優勝を果たし、2013年5月にスウェーデンのマルメで開催されるユーロビジョン・ソング・コンテスト2013のアルバニア代表となることが決まった。

## 来歴
初めてテレビに出たのは、1989年にヴェーラ・グラボツカが司会を務めるテレビ番組でのことであった。セイコらのバンド「Zemrat e çdo moshe」は同年12月にピロ・チャコの後押しをうけてフェスティヴァリ・イ・ケンゲスに参加、チャコ製作の楽曲「Jemi zemrat e çdo moshe」をパフォーマンスして2位入賞となった。1992年から1995年までバンド「Thunder Way」に属し、各地でコンサートをするなど大きな成功を収める。しかしその後アルバニアの経済混乱などの影響を受けてイタリアに移住して数年を過ごす。2005年から2006年まで、および2008年から2010年までの間、「Top Show」のオーケストラを率い、900を超える楽曲の演奏を担当した。2011年にはユーロビジョン・ソング・コンテスト2011のアルバニア代表・アウレラ・ガチェのバックトラック奏者として舞台に立った。